# دوکووانی
دوکووانی (به چکی: Dukovany) یک منطقهٔ مسکونی در جمهوری چک است که در منطقه تربیچ واقع شده‌است. دوکووانی ۲۰٫۳۴ کیلومتر مربع مساحت و ۸۰۵ نفر جمعیت دارد و ۳۵۲ متر بالاتر از سطح دریا واقع شده‌است.